# Andrzej Czajkowski (1905–1990)
Andrzej Czajkowski (ur. 1905, zm. 1990) – polski rolnik, Sprawiedliwy wśród Narodów Świata.

## Życiorys
Andrzej Czajkowski był synem Bronisławy i Szymona Czajkowskich. Jego żoną była Anna Czajkowska, z którą miał dzieci: Waleriana, Jana i Bronisławę. Mieszkał z rodziną w gospodarstwie rolnym w Zręcinie w powiecie krośnieńskim. Jego sąsiadami była prowadząca sklep i gospodarstwo rolne żydowska rodzina Lipinerów. Ze względu na prześladowania Żydów, w 1942 r. Ignacy Lipiner zwrócił się do Czajkowskich o udzielenie schronienia. W następnych latach dołączyła do niego żona Chaja i ich młodsza córka, Erna, które opuściły getto razem z grupą Żydów wyprowadzanych do pracy. Następnie w gospodarstwie Czajkowskich znalazła się też Sonia, zbiegła z rzeszowskiego getta starsza córka Lipinera, właściciel krośnieńskiej masarni Józef Brajtowicz, bracia Bergman i Haskiel Morgenstern szwagier Lipinera. Na początku kryjówką była komórka w oborze, jednak z czasem Czajkowski razem z ojcem zbudował w stajni dodatkową ścianę, za którą na piętrowych łóżkach zamieszkało razem 9 osób. Gestapo dwukrotnie przeszukiwało gospodarstwo Czajkowskich, jednak nie znaleziono ukrywanych. Szczególnie niebezpiecznym czasem były ostatnie miesiące przed wyzwoleniem regionu przez Armię Czerwoną, kiedy to obok stajni z kryjówką stacjonowało kilkudziesięciu niemieckich żołnierzy. Żydzi wyszli ze schronienia u Czajkowskich 8 września 1945 r.
Został odznaczony medalem Sprawiedliwego wśród Narodów Świata 4 czerwca 1963 r. razem z matką Bronisławą Czajkowską i ojcem Szymonem Czajkowskim. W 1988 r. uhonorowani zostali jego córka Bronisława Lipińska oraz syn Walerian Czajkowski.

### Ukrywani[1][3]
- Józef Brajtowicz
- Roman Bergman
- Maks Bergman
- Rubin Bergman
- Haskiel Morgenstern
- Sonia Pomeranc z d. Lipiner
- Erna Salomon z d. Lipiner
- Chaja Lipiner z d. Morgenstern
- Ignacy Lipiner